# Zwierżany
Zwierżany – wieś w Polsce położona w województwie podlaskim, w powiecie sokólskim, w gminie Sidra.
W latach 1975–1998 miejscowość administracyjnie należała do województwa białostockiego.
Wierni kościoła rzymskokatolickiego należą do parafii Przemienienia Pańskiego w Sokolanach.

## Historia
Wchodzącą w 1680 roku w skład klucza nowodworskiego (którego centrum był dwór ekonomiczny) wieś Zwirdzany (Zwierzany) otrzymał w dożywocie pamiętnikarz Aleksander Dionizy Skorobohaty herbu Radwan, horodniczy grodzieński. We wspomnianym roku zapłacił z 12 włók tej wsi i przyległych 36 morgów czynsz w wysokości 65 zł i 12 gr. Żonaty był z Konstancją z Wolskich. Przed ślubem, który odbył się w 1670 roku, uzyskał dwie wsie wchodzące w skład ekonomii grodzieńskiej: Zwierzany i Chodakowszczyznę (niezidentyfikowana). Zwierzany posiadały 12 włók a Chodakowszczyzna 2,5 włóki i 2,5 morga. Opłacał z nich czynsz w wysokości 2,5 złotych od włóki. Dobra te odstąpił Skorobohatemu za konsensem króla Michała Korybuta Wiśniowieckiego wydanym w 1669 roku - Jan Politalski, wcześniejszy ich posiadacz. Dzierżawione były one tylko zasłużonym ludziom królewskim.